# Championnat de Hongrie de football 1909-1910
Navigation
Saison précédente Saison suivante
La saison 1909-1910 du Championnat de Hongrie de football est la 9e édition du championnat de première division en Hongrie, la Nemzeti Bajnokság. Les neuf meilleurs clubs de Budapest sont regroupés au sein d'une poule unique où ils se rencontrent deux fois au cours de la saison, à domicile et à l'extérieur. En fin de saison, pour faire passer le championnat à 10 équipes, il n'y a pas de relégation et le meilleur club de II. Osztályú Bajnokság, la deuxième division hongroise, est promu.
C'est le Ferencváros TC, tenant du titre, qui termine à nouveau en tête du classement final du championnat, avec deux points d'avance sur le MTK Budapest et neuf sur le promu de D2, Nemzeti SC. C'est le 5e titre de champion de Hongrie de l'histoire du club.
À noter à partir de cette saison la mise en place d'une nouvelle compétition : la Coupe de Hongrie. Cette première édition est remportée par le MTK Budapest, qui bat en finale le Budapest TC.

## Les clubs participants
| - Terézvárosi TC - Budapest TC - Ferencváros TC - Nemzeti SC - Promu de II. Osztályú Bajnokság - MTK Budapest - Magyar AC - Ujpest TE - Budapest AK - Törekvés SE |

## Compétition

### Classement
Le barème utilisé pour établir le classement est le suivant :
- Victoire : 2 points
- Match nul : 1 point
- Défaite, forfait ou abandon : 0 point

| Rang | Équipe             | Pts | J  | G  | N | P  | Bp | Bc | Diff |
| ---- | ------------------ | --- | -- | -- | - | -- | -- | -- | ---- |
| 1    | Ferencváros TC (T) | 27  | 16 | 13 | 1 | 2  | 52 | 17 | +35  |
| 2    | MTK Budapest (C)   | 25  | 16 | 11 | 3 | 2  | 42 | 24 | +18  |
| 3    | Nemzeti SC (P)     | 18  | 16 | 9  | 0 | 7  | 33 | 30 | +3   |
| 4    | Budapest AK        | 16  | 16 | 8  | 0 | 8  | 23 | 28 | -5   |
| 5    | Budapest TC        | 14  | 16 | 6  | 2 | 8  | 32 | 34 | -2   |
| 6    | Terézvárosi TC     | 14  | 16 | 6  | 2 | 8  | 22 | 30 | -8   |
| 7    | Ujpest TE          | 13  | 16 | 6  | 1 | 9  | 27 | 33 | -6   |
| 8    | Törekvés SE        | 10  | 16 | 4  | 2 | 10 | 19 | 31 | -12  |
| 9    | Magyar AC          | 7   | 16 | 3  | 1 | 12 | 26 | 49 | -23  |

|  | Vainqueur du championnat de Hongrie 1909-1910                                                    |
|  | Relégation directe en deuxième division                                                          |
|  | (T) Tenant du titre (C) : Vainqueur de la Coupe de Hongrie (P) : Promu de II. Osztályú Bajnokság |

## Bilan de la saison
| Championnat de Hongrie de football 1909-1910 |                           |
| Champion                                     | Ferencváros TC (5e titre) |
| Coupes et trophées                           |                           |
| Vainqueur de la Coupe de Hongrie 1909-1910   | MTK Budapest              |
| Promotions et relégations                    |                           |
| Promus en Nemzeti Bajnokság                  | 33 FC                     |
| Relégués en II. Osztályú Bajnokság           | Aucun                     |